# Bonnie Piesse
Bonnie Piesse est une actrice australienne née en 1983 à Melbourne (Australie).

## Biographie
Elle est connue pour le rôle de Beru Whitesun qu'elle a joué dans les épisodes II et III de la saga Star Wars ainsi que dans la série télévisée Obi-Wan Kenobi.

## Vie privée
Piesse est mariée au cinéaste sud-africain Mark Vicente. Piesse et son mari étaient membres de la société américaine de marketing multi-niveaux et de la secte NXIVM. Le couple a quitté l'organisation en 2017 et est devenu l'un des détracteurs les plus virulents de NXIVM. Leur départ de la secte est documenté dans The Vow, une série documentaire pour HBO réalisée par Jehane Noujaim et Karim Amer.

## Chanteuse et auteure-compositrice
Piesse a rencontré le producteur de musique Val Garay, lauréat d'un Grammy, à son arrivée à Los Angeles. Il lui a présenté plusieurs auteurs-compositeurs, dont Jack Tempchin, Eric Kaz, Bonnie Hayes et JD Souther, avec qui elle a coécrit certaines des chansons de son premier album The Deep End. L'album a été enregistré à Los Angeles et est sorti en janvier 2011.
La chanson  « All I Have » a été présentée dans deux épisodes de la série télévisée CW Life Unexpected en 2010.
Bonnie a enregistré le EP « Bittersweet » avec le producteur Emile Kelman et sa chanson « Ariella » a remporté la catégorie Singer Songwriter du UK Songwriting Contest en 2013, aux côtés de Lisa Nelson pour sa chanson « Butterfly ».
Une autre de ses chansons, "There for Me", apparaît dans la comédie romantique Love Eterne.
Piesse a enregistré une reprise de Dream State (Brighter Night) de Son Lux pour le générique d'ouverture de The Vow.

## Filmographie
- 1999 : High Flyers (série télévisée) : Donna
- 2001 : Blue Heelers (série télévisée) : Kayla Griggs
- 2001 : Horace & Tina (série télévisée) : Alicia
- 2001 : Stingers (série télévisée) : Sarah Hollister
- 2002 : Star Wars, épisode II : L'Attaque des clones (Star Wars: Episode II - Attack of the Clones) : Beru Whitesun
- 2005 : Last Man Standing (série télévisée) : Kit
- 2005 : Star Wars, épisode III : La Revanche des Sith (Star Wars: Episode III - Revenge of the Sith) : Beru Lars
- 2005 : Les Dents de sabre (Attack of the Sabretooth) (TV) : Sharona
- 2011 : Sundays (série télévisée) : Mazzy
- 2011 : Love Eterne : Sidonia
- 2022 : Star Wars: Obi-Wan Kenobi (série télévisée) : Beru Lars

## Discographie
FOUND EP 
- Let it rain
- I know this feeling
- Found
- I wait for you

 BITTERSWEET EP 
- Bittersweet
- I miss you
- Ariella
- Fly